# Партизански отряд „Антон Попов“
Вижте пояснителната страница за други значения на Антон Попов.
Партизански отряд „Антон Попов“ е подразделение на Четвърта Горноджумайска въстаническа оперативна зона на НОВА по време на партизанското движение в България (1941 – 1944). Действа в района на Петрич.
Партизански отряд „Антон Попов“ е създаден на 24 май 1944 г. в местността Елешнишко дере в планината Беласица. Командир е Мирчо Разбойников, политкомисар Никола Паскалев. Наименуван е на загиналия член на Централната военна комисия на БРП (к), Антон Попов.
През лятото на 1944 г. навлиза на гръцка територия. Съвместно с партизански подразделения на ЕЛАС провежда серия от акции в района на град Сяр, селата Инанли и Савяк. Овладява Крушево, Цървища, Елешница, Държаново и Радово.
Завръща се в България и на 2 септември 1944 г. напада войнишки пост над Петрич.
Участва в утановяването на властта на ОФ в Петрич и селата Коларово, Елешница, Кулата, Ключ, Скрът, Габрене, Самуилово и Чучулигово.